# Nekrolog 3. Quartal 1910
Nekrolog
◄◄
| ◄
| 1906
| 1907
| 1908
| 1909
| 1910 | 1911 | 1912 | 1913 | 1914 | ► | ►►
1. Quartal |
2. Quartal |
3. Quartal |
4. Quartal 1910
Weitere Ereignisse | Allgemeiner Nekrolog 1910
Die Beschreibung der verstorbenen Person sollte so kurz wie möglich gehalten sein und nur deren signifikante Tätigkeit(en) enthalten.
Neue Namen ggf. auch unter dem Geburts- und Sterbedatum, also etwa unter 1. Januar und im Geburts- und Sterbejahr (2024) eintragen (nur bei entsprechender großer Wichtigkeit). Für Beispiele siehe die schon vorhandenen Artikel.
Außerdem über die fünf zuletzt Verstorbenen, zu denen es einen ausreichend guten Artikel für eine Präsentation auf der Hauptseite gibt, nach der todesbedingten Überarbeitung der Artikel ggf. auch unter Wikipedia Diskussion:Hauptseite informieren und sie am besten auch in den anderen Wikipedia-Sprachversionen eintragen. Tipp: Regelmäßig bei news.google.de nach „ist tot“, „gestorben“ oder „verstorben“ suchen.
Wenn eine Person gestorben ist, gibt es viele Seiten zu dieser Person in der Wikipedia, die davon auch betroffen sind und entsprechend aktualisiert werden müssen. Beispiele: Namenübersichtsseite, Geburtsjahr, Geburtsort-Seiten und viele mehr.
Wie finde ich die betroffenen Seiten?
Im Suchfeld auf der linken Seite gibt man den Suchbegriff so ein: „Vorname Nachname“. Dann klickt man auf Volltext und alle Seiten mit entsprechendem Suchtext werden aufgerufen. Hier sieht man dann schnell, wo auch das Todesjahr Sinn macht oder sogar ein Teil des Artikels angepasst werden muss. Auch hilft das „Werkzeug“ auf der linken Seite sehr gut, um solche Seiten aufzufinden: „Links auf diese Seite“. Somit ist die Wikipedia wieder aktuell in allen Bereichen! Hinweis: bei Eintragung der Kategorie „Gestorben JAHR“ wird der Missbrauchsfilter 49 ausgelöst, was jedoch nicht schlimm ist. Siehe: Spezial:Missbrauchsfilter/49
Dies ist eine Liste von im dritten Quartal 1910 verstorbenen bekannten Persönlichkeiten. Die Einträge erfolgen innerhalb der einzelnen Daten alphabetisch sortiert. Tiere sind im Nekrolog für Tiere zu finden.

## Juli
| Tag      | Name                             | Beruf, bekannt als | Alter | Beleg |
| -------- | -------------------------------- | --- | ----- | ----- |
| 1. Juli  | Max Honsell                      | deutscher Wasserbauingenieur, Professor und Finanzminister in Karlsruhe                                                | 66    |       |
| 1. Juli  | Thomas B. Turley                 | US-amerikanischer Politiker (Demokratische Partei)                                                                     | 65    |       |
| 1. Juli  | Frank Charles Wachter            | US-amerikanischer Politiker                                                                                            | 48    |       |
| 3. Juli  | Albert C. Howard                 | US-amerikanischer Politiker                                                                                            | 82    |       |
| 4. Juli  | John Wilbur Atwater              | US-amerikanischer Politiker                                                                                            | 69    |       |
| 4. Juli  | Louis-Albert Bourgault-Ducoudray | französischer Komponist                                                                                                | 70    |       |
| 4. Juli  | Melville W. Fuller               | Oberster Bundesrichter der USA                                                                                         | 77    |       |
| 4. Juli  | Richard von Könneritz            | deutscher Rittergutsbesitzer, Diplomat und Politiker, Landtagspräsident im Königreich Sachsen                          | 81    |       |
| 4. Juli  | Johannes Franz Kunze             | deutscher Verwaltungsbeamter                                                                                           |       |       |
| 4. Juli  | George Washington Ryland         | US-amerikanischer Politiker                                                                                            | 82    |       |
| 4. Juli  | Giovanni Schiaparelli            | italienischer Astronom                                                                                                 | 75    |       |
| 5. Juli  | Béla Egger                       | österreichischer Industrieller in der Elektrotechnik                                                                   | 79    |       |
| 5. Juli  | Johann Hermann Julius Maekel     | deutscher Porträt- und Landschaftsmaler                                                                                | 83    |       |
| 5. Juli  | Johanna Witasek                  | österreichische Botanikerin                                                                                            | 44    |       |
| 6. Juli  | Gustav Koken                     | deutscher Landschafts- und Porträtmaler                                                                                | 59    |       |
| 7. Juli  | Joseph Blötzer                   | Schweizer Jesuit und Historiker                                                                                        | 61    |       |
| 7. Juli  | Antoni Popiel                    | polnischer Bildhauer                                                                                                   | 45    |       |
| 7. Juli  | Hubert Salentin                  | deutscher Maler | 88    |       |
| 8. Juli  | Walter P. Brownlow               | US-amerikanischer Politiker                                                                                            | 59    |       |
| 8. Juli  | Alexander Burgener               | Schweizer Bergführerpionier und Erstbesteiger mehrerer Gipfel in den Alpen                                             | 65    |       |
| 8. Juli  | Leo Delsa                        | deutscher Verwaltungsjurist                                                                                            | 88    |       |
| 8. Juli  | Eusebio Lillo                    | chilenischer Dichter, Journalist und Politiker                                                                         | 83    |       |
| 10. Juli | Johann Gottfried Galle           | deutscher Astronom; Hochschullehrer und Rektor in Breslau                                                              | 98    |       |
| 10. Juli | Henri Huvelin                    | französischer Priester                                                                                                 | 79    |       |
| 10. Juli | Johann Plass                     | österreichischer Politiker                                                                                             | 79    |       |
| 10. Juli | Charles Champlain Townsend       | US-amerikanischer Politiker                                                                                            | 68    |       |
| 11. Juli | Wilhelm Stiassny                 | österreichischer Architekt                                                                                             | 67    |       |
| 11. Juli | Martin Stohler                   | Schweizer Geometer und Politiker                                                                                       | 52    |       |
| 12. Juli | Charles Rolls                    | britischer Unternehmer und Mitgründer des Automobil-Unternehmens Rolls-Royce                                           | 32    |       |
| 13. Juli | Oskar Erbslöh                    | Luftfahrtpionier | 31    |       |
| 13. Juli | Max Hartmann                     | Landtagsabgeordneter Waldeck                                                                                           | 36    |       |
| 13. Juli | Heinrich Kadelburg               | österreichischer Theaterschauspieler, -regisseur und -intendant                                                        | 54    |       |
| 14. Juli | Alphonse Hélière                 | französischer Radrennfahrer                                                                                            | 19    |       |
| 14. Juli | Marius Petipa                    | französisch-russischer Tänzer und Choreograf                                                                           | 92    |       |
| 16. Juli | Albert Anker                     | Schweizer Maler | 79    |       |
| 16. Juli | Kajetan Alois Gloning            | österreichischer Lehrer und Fachschriftsteller                                                                         | 74    |       |
| 16. Juli | Peter Adolphus McIntyre          | kanadischer Politiker, Vizegouverneur von Prince Edward Island                                                         | 69    |       |
| 16. Juli | Robert Friedrich Metzeler        | Unternehmer | 77    |       |
| 17. Juli | Aleksandar Bogoridi              | bulgarischer Politiker, hoher osmanischer Beamter                                                                      |       |       |
| 18. Juli | Giacomo Ceconi                   | italienisch-österreichischer Bauunternehmer und Eisenbahnpionier                                                       | 76    |       |
| 18. Juli | Samuel Louis Gilmore             | US-amerikanischer Politiker                                                                                            | 50    |       |
| 18. Juli | Ernst Witte                      | deutscher Jurist und Politiker (NLP), MdR                                                                              | 81    |       |
| 19. Juli | Karl Tiburtius                   | deutscher Schriftsteller und Arzt                                                                                      | 76    |       |
| 21. Juli | Carl Koch                        | Pharmafabrikant, Weingutsbesitzer, Bürgermeister und Abgeordneter der 2. Kammer der hessischen Landstände, Ehrenbürger | 76    |       |
| 21. Juli | Léonce-Abel Mazoyer              | französischer Straßen- und Brückenbauingenieur                                                                         | 63    |       |
| 21. Juli | Johan Peter Selmer               | norwegischer Komponist                                                                                                 | 66    |       |
| 22. Juli | Max Beheim-Schwarzbach           | deutscher Schriftsteller, Heimatforscher und Historiker                                                                | 71    |       |
| 22. Juli | Léopold Victor Delisle           | französischer Historiker und Bibliothekar                                                                              | 83    |       |
| 22. Juli | Gustav Fischer                   | deutscher Verleger und Buchhändler                                                                                     | 64    |       |
| 22. Juli | Max Beheim-Schwarzbach           | deutscher Historiker                                                                                                   | 71    |       |
| 23. Juli | Henry H. Aplin                   | US-amerikanischer Politiker                                                                                            | 69    |       |
| 24. Juli | Olive Juliet Cockerell           | englisch-britische Künstlerin, Illustratorin und Gärtnerin                                                             | 41    |       |
| 24. Juli | Archip Iwanowitsch Kuindschi     | russisch-ukrainischer Maler des Realismus                                                                              | 69    |       |
| 24. Juli | Hermann Müller-Hollenhorst       | deutscher Kaufmann und Politiker (NLP), MdR                                                                            | 69    |       |
| 24. Juli | John Plank Tracey                | US-amerikanischer Politiker                                                                                            | 73    |       |
| 24. Juli | Adolf Winkelmann                 | deutscher Physiker | 61    |       |
| 26. Juli | Ottomar Cludius                  | deutscher Philologe | 60    |       |
| 28. Juli | Gustav Leyke                     | Stadtrat und Kaufmann                                                                                                  | 58    |       |
| 29. Juli | Valtesse de la Bigne             | französische Schauspielerin, Schriftstellerin und Kurtisane                                                            | 62    |       |
| 29. Juli | Marc Dufour                      | Schweizer Mediziner und Politiker                                                                                      | 67    |       |
| 29. Juli | Johann von Grebmer zu Wolfsthurn | österreichischer Kaufmann und Politiker, Landtagsabgeordneter                                                          |       |       |
| 29. Juli | Heinrich Zimmer                  | deutscher Keltologe und Indologe                                                                                       | 58    |       |
| 30. Juli | Carl Friedrich Echtermeier       | deutscher Bildhauer und Hochschullehrer                                                                                | 64    |       |
| 30. Juli | Carla Mann                       | deutsche Schauspielerin                                                                                                | 28    |       |
| 31. Juli | John Griffin Carlisle            | US-amerikanischer Politiker, Sprecher des Repräsentantenhauses und Finanzminister                                      | 75    |       |
| 31. Juli | Alexander von Spitz              | preußischer General der Infanterie                                                                                     | 77    |       |
| 31. Juli | Hugo Rudolf von Stumm            | deutscher Industrieller                                                                                                |       |       |
| 31. Juli | Charles Q. Tirrell               | US-amerikanischer Politiker                                                                                            | 65    |       |
|          | Ernst Otto Hopp                  | deutscher Schriftsteller und Journalist                                                                                | 68    |       |

## August
| Tag        | Name                                  | Beruf, bekannt als                                                            | Alter | Beleg |
| ---------- | ------------------------------------- | ----------------------------------------------------------------------------- | ----- | ----- |
| 1. August  | Alexander von Gentzkow                | preußischer Generalmajor                                                      | 69    |       |
| 1. August  | Wilhelm Prinz                         | deutsch-belgischer Geologe und Selenograph                                    | 53    |       |
| 1. August  | Friedrich August Trenkler             | sächsischer Dirigent, Königlicher Musikdirektor und Komponist von Marschmusik | 73    |       |
| 2. August  | Marion Biggs                          | US-amerikanischer Politiker                                                   | 87    |       |
| 2. August  | Oscar Guttmann                        | österreichisch-ungarischer Chemiker und Chemiehistoriker                      | 55    |       |
| 2. August  | Ferdinand Lucius                      | deutscher Unternehmer und Reichstagsabgeordneter                              | 80    |       |
| 3. August  | Ludwig Bauer                          | deutscher Pädagoge und Schriftsteller                                         | 78    |       |
| 3. August  | Ferdinand Justius Luther              | deutschbaltischer lutherischer Geistlicher                                    | 71    |       |
| 3. August  | Edward Linley Sambourne               | britischer Zeichner, Karikaturist und Illustrator                             | 66    |       |
| 4. August  | Georg Frank                           | deutscher Landwirt und Politiker (NLP), MdR                                   | 74    |       |
| 4. August  | Heinrich Holtzmann                    | deutscher protestantischer Theologe                                           | 78    |       |
| 5. August  | Edward Joseph Dunne                   | US-amerikanischer Geistlicher und römisch-katholischer Bischof von Dallas     | 62    |       |
| 5. August  | Julius Peter Christian Petersen       | dänischer Mathematiker, beschäftigte sich mit der Graphentheorie              | 71    |       |
| 6. August  | Wenzel Karl Ernst                     | österreichisch-ungarischer Heimatdichter                                      | 80    |       |
| 6. August  | Wharton Jackson Green                 | US-amerikanischer Politiker                                                   | 79    |       |
| 6. August  | Johannes Heydeck                      | deutscher Historien- und Porträtmaler in Königsberg                           | 75    |       |
| 6. August  | Max Klein                             | deutscher Reichsgerichtsrat                                                   | 61    |       |
| 6. August  | Max Porzig                            | deutscher Richter und Politiker, MdR                                          | 44    |       |
| 6. August  | Eugène Trutat                         | französischer Fotograf, Pyrénéist, Geologe und Naturalist                     | 69    |       |
| 7. August  | Johannes Fusangel                     | deutscher Politiker (Zentrum), MdR, Journalist und Zeitungsherausgeber        | 58    |       |
| 7. August  | Wilhelm von Spitz                     | preußischer Generalleutnant                                                   | 73    |       |
| 8. August  | Franklin Bound                        | US-amerikanischer Politiker                                                   | 81    |       |
| 8. August  | Rudolf Epp                            | deutscher Maler                                                               | 76    |       |
| 8. August  | Richard Wülker                        | deutscher Anglist und Hochschullehrer                                         | 65    |       |
| 9. August  | Huo Yuanjia                           | chinesischer Kampfkünstler                                                    | 42    |       |
| 9. August  | Alfred Mürset                         | Oberfeldarzt der Schweizer Armee                                              | 50    |       |
| 9. August  | Adolph Schlicht                       | Berliner Kommunalpolitiker                                                    | 70    |       |
| 10. August | John Dickman                          | englischer Mörder                                                             | 46    |       |
| 10. August | Joe Gans                              | US-amerikanischer Berufsboxer und Weltmeister im Leichtgewicht                | 35    |       |
| 10. August | Friedrich Carl Glaser                 | deutscher Maschinenbau-Ingenieur und Publizist                                | 67    |       |
| 10. August | Ernst von Wedel                       | Gutsbesitzer, Stiftshauptmann und preußischer Politiker                       | 65    |       |
| 11. August | Julius Herz                           | deutsch-österreichischer Eisenbahningenieur                                   | 85    |       |
| 12. August | Wilhelm Fischel                       | deutscher Arzt                                                                | 58    |       |
| 12. August | Adolf Michaelis                       | deutscher Klassischer Archäologe                                              | 75    |       |
| 12. August | Adoniram J. Warner                    | US-amerikanischer Politiker                                                   | 76    |       |
| 13. August | Ernst Martin                          | deutscher Germanist und Romanist                                              | 69    |       |
| 13. August | Florence Nightingale                  | britische Krankenpflegerin und Erfinderin des Kriegslazaretts                 | 90    |       |
| 13. August | John Spencer, 5. Earl Spencer         | britischer Adliger und Politiker                                              | 74    |       |
| 14. August | Emilio Censi                          | Schweizer Jurist und Politiker                                                | 73    |       |
| 14. August | Wilhelm Lamey                         | badischer Geheimer Regierungsrat                                              | 56    |       |
| 14. August | Frank Podmore                         | britischer Schriftsteller                                                     | 54    |       |
| 15. August | Constantin Fahlberg                   | Chemiker                                                                      | 59    |       |
| 15. August | Friedrich Julius Neumann              | deutscher Nationalökonom                                                      | 74    |       |
| 15. August | Charles Pearson, Lord Pearson         | britischer Jurist und Politiker, Unterhausabgeordneter                        | 66    |       |
| 16. August | Zygmunt Gloger                        | polnischer Wissenschaftler                                                    | 64    |       |
| 16. August | Gustav von Heimburg                   | deutscher Verwaltungsjurist                                                   | 82    |       |
| 16. August | Charles Lenepveu                      | französischer Komponist und Musikpädagoge                                     | 69    |       |
| 16. August | Pedro Montt Montt                     | chilenischer Politiker                                                        | 61    |       |
| 17. August | John Lynch                            | US-amerikanischer Politiker                                                   | 66    |       |
| 17. August | Julian Treumann                       | deutscher Chemiker                                                            | 68    |       |
| 18. August | Friedrich Jorns                       | deutscher Unternehmer und Politiker (Nationalliberal), MdR                    | 72    |       |
| 18. August | Johann Jakob Schaub                   | Schweizer Lehrer und Heimatkundler                                            | 81    |       |
| 19. August | Eugène Rouché                         | französischer Mathematiker                                                    | 78    |       |
| 20. August | Henning August von Arnim-Schlagenthin | deutscher Graf                                                                | 59    |       |
| 20. August | Otto Piltz                            | deutscher Maler                                                               | 64    |       |
| 20. August | Hermann Schwartze                     | Mediziner                                                                     | 72    |       |
| 20. August | Joseph Ulbrich                        | österreichischer Staatsrechtler und Hochschullehrer                           | 66    |       |
| 20. August | August Robert Wolff                   | Warschauer Verleger und Buchhändler                                           | 77    |       |
| 21. August | Alfred Chassot                        | Schweizer Politiker und Staatsrat des Kantons Freiburg                        | 63    |       |
| 21. August | Friedrich Giesebrecht                 | deutscher Theologe                                                            | 58    |       |
| 21. August | Gustave Moynier                       | Jurist und Mitbegründer des Internationalen Komitees vom Roten Kreuz          | 83    |       |
| 21. August | Bertalan Székely                      | ungarischer Kunstmaler der Romantik                                           | 75    |       |
| 22. August | Johann Jakob Christinger              | Schweizer evangelisch-reformierter Pfarrer und Schriftsteller                 | 73    |       |
| 22. August | Leopold Oser                          | Wiener Mediziner                                                              | 71    |       |
| 23. August | Nils Conrad Kindberg                  | schwedischer Pädagoge und Bryologe                                            | 78    |       |
| 23. August | Johannes Niessen                      | deutscher Historienmaler                                                      | 88    |       |
| 23. August | Johann Schweffel IV.                  | deutscher Kaufmann                                                            | 85    |       |
| 23. August | Kurt Steffens                         | deutscher Verwaltungsbeamter                                                  | 55    |       |
| 24. August | Wilkinson Call                        | US-amerikanischer Politiker                                                   | 76    |       |
| 24. August | Oskar von Dreßler                     | deutscher Verwaltungsjurist und Landrat                                       | 72    |       |
| 24. August | James F. Epes                         | US-amerikanischer Politiker                                                   | 68    |       |
| 24. August | Amand von Schweiger-Lerchenfeld       | österreichischer Reisender, Schriftsteller und Offizier                       | 64    |       |
| 25. August | Friedrich Daniel von Recklinghausen   | deutscher Pathologe und Hochschullehrer                                       | 76    |       |
| 25. August | James Wakefield                       | US-amerikanischer Politiker                                                   | 85    |       |
| 26. August | Eduard Heinrich Henoch                | deutscher Mediziner                                                           | 90    |       |
| 26. August | William James                         | US-amerikanischer Psychologe und Philosoph                                    | 68    |       |
| 26. August | Ume Kenjirō                           | japanischer Rechtsgelehrter                                                   | 50    |       |
| 27. August | Cabell R. Berry                       | US-amerikanischer Politiker                                                   | 62    |       |
| 27. August | Isidor Loewe                          | deutscher Rüstungsunternehmer                                                 | 61    |       |
| 27. August | Oskar Preibisch                       | deutscher Politiker und Unternehmer                                           | 67    |       |
| 28. August | Carl Gustaf Estlander                 | finnischer Kunsthistoriker, Nordist und Romanist                              | 76    |       |
| 28. August | Heinrich Otto Guenther                | preußischer Verwaltungsjurist und Regierungspräsident                         |       |       |
| 28. August | Bruno Hilpert                         | deutscher Dirigent, Komponist und kaiserlicher Musikdirektor                  | 60    |       |
| 28. August | Paolo Mantegazza                      | italienischer Neurologe, Physiologe und Anthropologe                          | 78    |       |
| 28. August | Charles Talbot Porter                 | US-amerikanischer Maschinenbauer                                              | 84    |       |
| 29. August | Antonie Schläger                      | österreichische Opernsängerin (Sopran und Mezzosopran)                        | 51    |       |
| 30. August | Carl Eckhard                          | deutscher Politiker (NLP), MdR                                                | 88    |       |
| 30. August | Charles Bean Euan-Smith               | britischer Botschafter                                                        |       |       |
| 30. August | Frederick Forestier-Walker            | britischer General, Gouverneur von Gibraltar                                  | 66    |       |
| 30. August | Rudolf Geschwind                      | Rosenzüchter                                                                  | 81    |       |
| 30. August | Franz Widnmann                        | deutscher Maler und Hochschullehrer                                           | 64    |       |
| 31. August | Emīls Dārziņš                         | lettischer Komponist                                                          | 34    |       |

## September
| Tag           | Name                            | Beruf, bekannt als                                                                               | Alter | Beleg |
| ------------- | ------------------------------- | ------------------------------------------------------------------------------------------------ | ----- | ----- |
| 1. September  | Alexander Michailowitsch Saizew | russischer Chemiker                                                                              | 69    |       |
| 1. September  | Witold von Skarzynski           | polnisch-deutscher Gutsbesitzer, Publizist und Politiker, MdR                                    | 59    |       |
| 2. September  | Henri Rousseau                  | französischer Maler                                                                              | 66    |       |
| 3. September  | Maximilian Leichtlin            | deutscher Botaniker                                                                              | 78    |       |
| 5. September  | Julian Edwards                  | angloamerikanischer Komponist und Dirigent                                                       | 54    |       |
| 5. September  | Franz Xaver Haberl              | deutscher Kirchenmusiker und Musikwissenschaftler                                                | 70    |       |
| 6. September  | Elías Fernández Albano          | chilenischer Politiker                                                                           |       |       |
| 6. September  | Hermann Breymann                | deutscher Romanist                                                                               | 68    |       |
| 6. September  | Bernhard Mühlig                 | deutscher Landschafts-, Genre- und Tiermaler                                                     | 81    |       |
| 6. September  | Franz Schauerte                 | deutscher katholischer Priester und Schriftsteller                                               | 62    |       |
| 7. September  | Emily Blackwell                 | US-amerikanische Ärztin für Gynäkologie und Frauenrechtlerin                                     | 83    |       |
| 7. September  | Franz Clouth                    | deutscher Unternehmer und Pionier der Gummiverarbeitung                                          | 71    |       |
| 7. September  | Emil Albert Friedberg           | deutscher Kirchenrechtler                                                                        | 72    |       |
| 7. September  | Heinrich Gade                   | deutscher Lehrer und Heimatforscher                                                              | 93    |       |
| 7. September  | William Holman Hunt             | britischer Maler und einer der Gründer der Gruppe der Präraffaeliten                             | 83    |       |
| 7. September  | August Plüss                    | Schweizer Archivar und Historiker                                                                | 39    |       |
| 7. September  | George W. Weymouth              | US-amerikanischer Politiker                                                                      | 60    |       |
| 8. September  | Samuel Augustus Merritt         | US-amerikanischer Politiker                                                                      | 83    |       |
| 9. September  | Lloyd Wheaton Bowers            | US-amerikanischer Jurist und United States Solicitor General                                     | 51    |       |
| 9. September  | Fritz Brauer                    | deutscher Maler, Grafiker und Autor                                                              | 51    |       |
| 9. September  | Konrad von Busch                | deutscher Geistlicher, Bischof von Speyer                                                        | 63    |       |
| 9. September  | Richard von Heydebreck          | preußischer Generalmajor                                                                         | 74    |       |
| 9. September  | William C. Oates                | US-amerikanischer Politiker und Gouverneur von Alabama                                           | 74    |       |
| 9. September  | Alfred Schreiber                | österreichischer Theaterschauspieler, Theaterleiter und Sänger                                   | 71    |       |
| 10. September | John Howard Van Amringe         | US-amerikanischer Mathematiker                                                                   | 75    |       |
| 10. September | Emmanuel Frémiet                | französischer Bildhauer                                                                          | 85    |       |
| 10. September | Edmund Paulus                   | deutscher Politiker und Musikiunstrumentenbauer                                                  | 72    |       |
| 10. September | Zdenko Hans Skraup              | böhmisch-österreichischer Chemiker                                                               | 60    |       |
| 11. September | Louis Boussenard                | französischer Schriftsteller und Wissenschaftsjournalist                                         | 62    |       |
| 11. September | Heinrich Caro                   | deutscher Chemiker                                                                               | 76    |       |
| 11. September | Wilhelm Henzen                  | deutscher Dichter, Librettist, Dramaturg und Redakteur                                           | 59    |       |
| 11. September | Luigi Legnani                   | italienischer Bildhauer und Maler                                                                | 58    |       |
| 12. September | Eugen Sehnal                    | österreichischer Architekt                                                                       | 58    |       |
| 13. September | Muhsin Khan                     | persischer Botschafter, Außenminister, Ministerpräsident                                         |       |       |
| 13. September | Enrico Morin                    | italienischer Admiral und Politiker                                                              | 69    |       |
| 13. September | Gustav Schönermark              | deutscher Architekt und Schriftsteller                                                           | 55    |       |
| 13. September | Sone Arasuke                    | japanischer Diplomat und Politiker                                                               | 61    |       |
| 13. September | Ludovica Zang                   | österreichischer Gewerkin und Wohltäterin                                                        | 71    |       |
| 14. September | Karl Dändliker                  | Schweizer Historiker                                                                             | 61    |       |
| 14. September | Jacob Lüroth                    | deutscher Mathematiker                                                                           | 66    |       |
| 14. September | William Clarke Cowie            | Direktor der British North Borneo Company                                                        | 61    |       |
| 15. September | Wilhelm Hans Ahlmann            | deutscher Verleger und Politiker                                                                 | 93    |       |
| 15. September | Hermann Schemmann               | deutscher Kaufmann und Politiker, MdHB, Senator                                                  | 68    |       |
| 16. September | Woldemar Friedrich              | deutscher Maler und Illustrator                                                                  | 64    |       |
| 16. September | Giosuè Giuppone                 | italienischer Bahnradsportler, Motorrad- sowie Automobilrennfahrer und Weltrekordler             | 31    |       |
| 16. September | Jacques Pilartz                 | deutscher Fotograf                                                                               | 74    |       |
| 16. September | Hormuzd Rassam                  | Assyriologe und Forschungsreisender                                                              |       |       |
| 16. September | Julius Rinck von Starck         | deutscher Politiker und Präsident des Gesamtministeriums des Großherzogtums Hessen und bei Rhein | 84    |       |
| 16. September | Ignaz Withalm                   | österreichischer Politiker (CSP)                                                                 | 59    |       |
| 17. September | Johann Evangelist Keller        | deutscher Bürgermeister und Politiker (NLP), MdR                                                 | 86    |       |
| 18. September | John Ernst Matzke               | US-amerikanischer Romanist und Mediävist deutscher Herkunft                                      | 47    |       |
| 18. September | James Clark McGrew              | US-amerikanischer Politiker                                                                      | 97    |       |
| 19. September | Paul Lotsij                     | niederländischer Ruderer                                                                         | 30    |       |
| 19. September | William Dalrymple Maclagan      | Erzbischof von York (1891–1908)                                                                  | 84    |       |
| 20. September | Carl Buttenstedt                | deutscher Luftfahrtpionier                                                                       | 65    |       |
| 20. September | Daniel Hofstetter               | Schweizer Politiker (Liberale) und Unternehmer                                                   | 82    |       |
| 20. September | Josef Kainz                     | österreichischer Schauspieler                                                                    | 52    |       |
| 22. September | Ali Reza Khan Azod al Molk      | iranischer Politiker                                                                             |       |       |
| 22. September | Julius Wilhelm von Pittler      | preußischer Erfinder und Industrieller                                                           | 56    |       |
| 23. September | Constance Wachtmeister          | französisch-englische Theosophin                                                                 | 72    |       |
| 24. September | Rudolf Dellinger                | Komponist und Kapellmeister                                                                      | 53    |       |
| 24. September | Juliane Engell-Günther          | Schweizer Schriftstellerin, Lehrerin und Frauenrechtlerin                                        | 91    |       |
| 24. September | Wilhelm Housselle               | deutscher Architekt und Eisenbahnbaumeister                                                      | 69    |       |
| 24. September | Louis Jacobi                    | deutscher Architekt und Altertumsforscher                                                        | 74    |       |
| 25. September | Oskar Boettger                  | deutscher Zoologe                                                                                | 66    |       |
| 25. September | Francis H. Wilson               | US-amerikanischer Jurist und Politiker                                                           | 66    |       |
| 26. September | Thorvald Nicolai Thiele         | dänischer Mathematiker und Astronom                                                              | 71    |       |
| 27. September | Jorge Chávez Dartnell           | peruanischer Luftfahrtpionier                                                                    | 23    |       |
| 28. September | Carl Bolle                      | deutscher Meiereibesitzer                                                                        | 78    |       |
| 28. September | Karl Pascher von Osserburg      | Generalinspektor der Österreichischen Eisenbahnen                                                | 62    |       |
| 28. September | Fulgence Raymond                | französischer Neurologe                                                                          | 65    |       |
| 29. September | Rebecca Harding Davis           | US-amerikanische Schriftstellerin                                                                | 79    |       |
| 29. September | Winslow Homer                   | US-amerikanischer Maler                                                                          | 74    |       |
| 30. September | Maurice Lévy                    | französischer Mathematiker, Physiker und Ingenieur                                               | 72    |       |
| 30. September | Arnold Ott                      | Schweizer Arzt und Dichter                                                                       | 69    |       |
| 30. September | Julius von Verdy du Vernois     | preußischer General der Infanterie und Kriegsminister                                            | 78    |       |
|               | Siegmund Mayer                  | deutscher Physiologe                                                                             | 67    |       |